# Variacions sobre un tema de Chopin (Rakhmàninov)

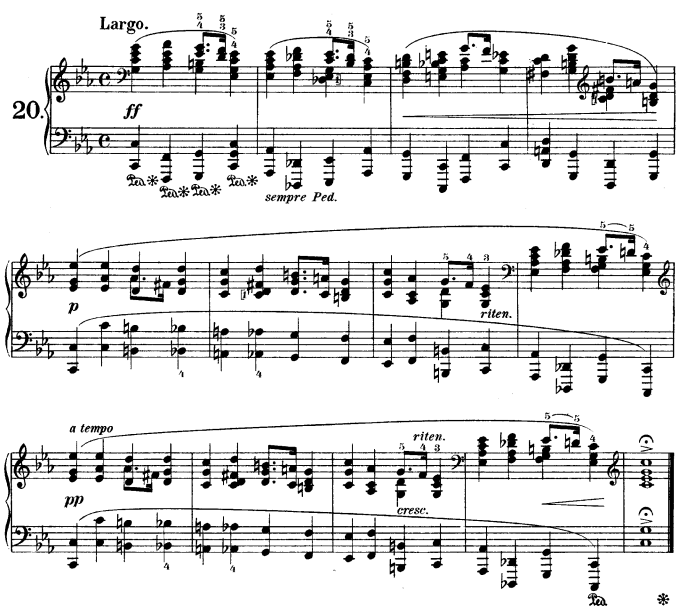
Preludi núm. 20 en do menor de Chopin.
Rakhmàninov va fer servir només els primers 8 compassos i modificà el mi♭ del darrer acord del compàs 3 per un mi natural.

Les Variacions sobre un tema de Chopin (en rus: Вариации на тему Ф. Шопена, Variatsii na temu F. Shopena), op. 22, és un grup de 22 variacions compostes pel compositor rus Serguei Rakhmàninov a partir del Preludi en do menor, op. 28 núm. 20 de Frédéric Chopin. Foren compostes entre 1902 i 1903. En la primera edició, s'observa que 3 de les variacions i la secció final Presto, es pot ometre si ho desitja l'intèrpret.

## Variacions
- Tema: Largo, 9 compassos
- I: Moderato (66 bpm), 8 compassos
- II: Allegro (122 bpm), 8 compassos
- III: 132bpm, 8 compassos
- IV: 132 bpm, 24 compassos en 3/4
- V: Meno mosso (92 bpm), 8 compassos
- VI: Meno mosso (64 bpm), 12 compassos en 6/4
- VII: Allegro (120 bpm), 8 compassos (Nota: Aquesta variació es pot ometre)
- VIII: 120 bpm, 8 compassos
- IX: 120 bpm, 8 compassos
- X: Più vivo (144 bpm), 14 compassos (Nota: Aquesta variació es pot ometre)
- XI: Lento (44 bpm), 14 compassos en 12/8
- XII: Moderato (60 bpm), 32 compassos (Nota: Aquesta variació es pot ometre)
- XIII: Largo (52 bpm), 16 compassos
- XIV: Moderato (72 bpm), 24 compassos en 4/4 i un compàs en 2/4.
- XV: Allegro scherzando (132 bpm), 45 compassos en 12/8 en fa menor.
- XVI: Lento (54 bpm), 14 compassos en fa menor.
- XVII: Grave (46 bpm), 18 compassos en 3/4 en si bemoll menor.
- XVIII: Più mosso, 12 compassos en si bemoll menor.
- XIX: Allegro vivace, 35 compassos en la major.
- XX: Presto (92 dotted minims per minute): 108 compassos en 3/4 en la major.
- XXI: Andante (60 dotted crotches per minute): 24 compassos en re bemoll major seguits per 29 compassos en 3/4 en do major amb la indicació Più vivo (100 bpm).
- XXII: Maestoso (100 bpm) 82 compassos en 3/4 en do major. A continuació, 9 compassos amb la indicació Meno mosso. Finalment, 19 compassos amb la indicació Presto. (Nota: Aquests 19 compassos finals es poden ometre)